# Ringhio
Per ringhio si intende il brontolìo rabbioso emesso digrignando i denti da alcune specie animali quali il cane, il lupo e i felini. 
Questo suono gutturale esprime l'intenzione di violenza e di minaccia allo scopo generalmente di intimidire una preda o un potenziale nemico.